# Ворота Пия

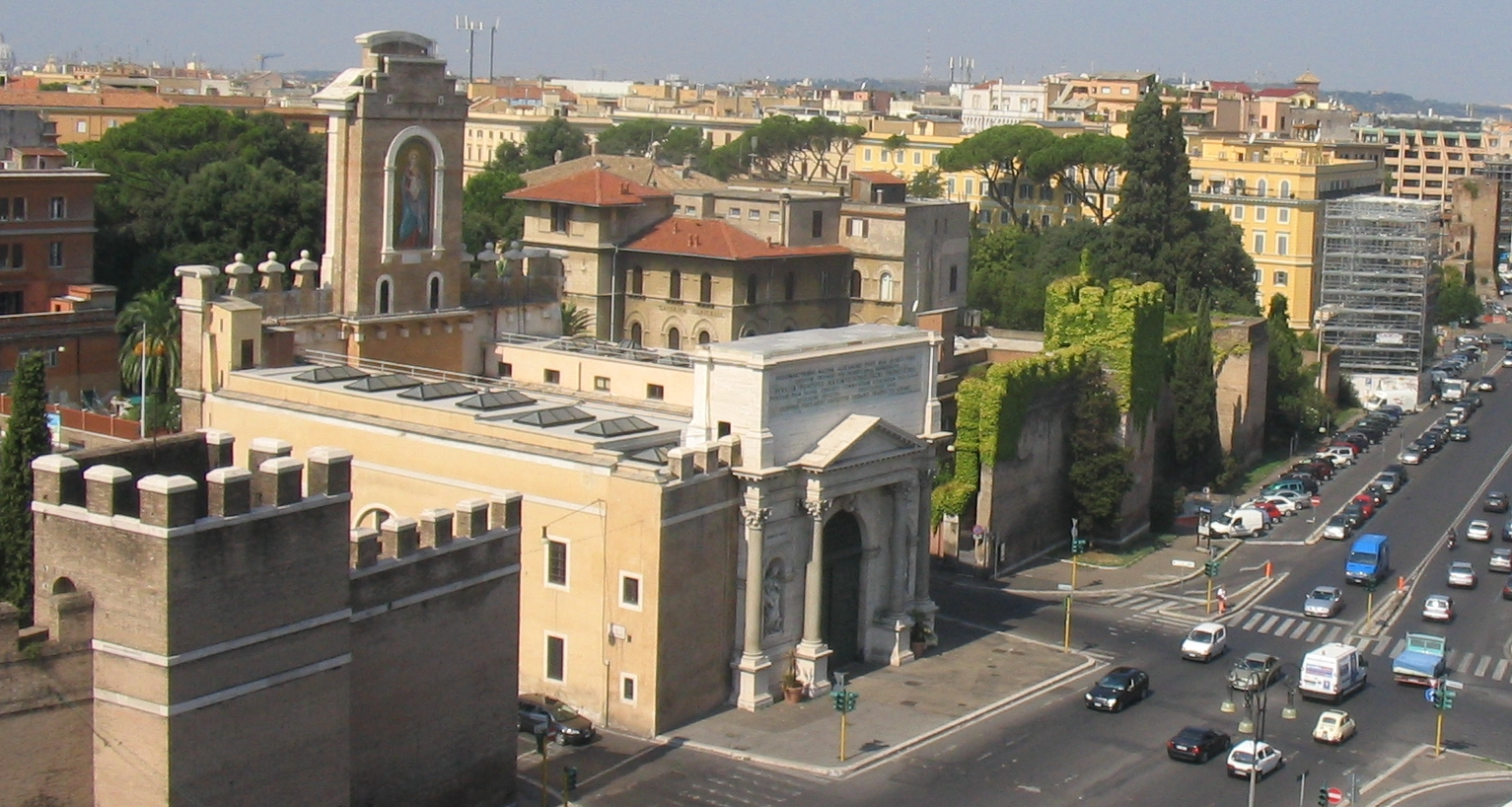
Порта Пиа, вид с наружной стороны

Порта Пиа (лат. Porta Pia) — ворота в северо-восточной части Аврелиановой стены Рима, на Номентанской дороге, построенные папой Пием IV из семьи Медичи неподалёку от снесённых Номентанских (лат. Porta Nomentana).

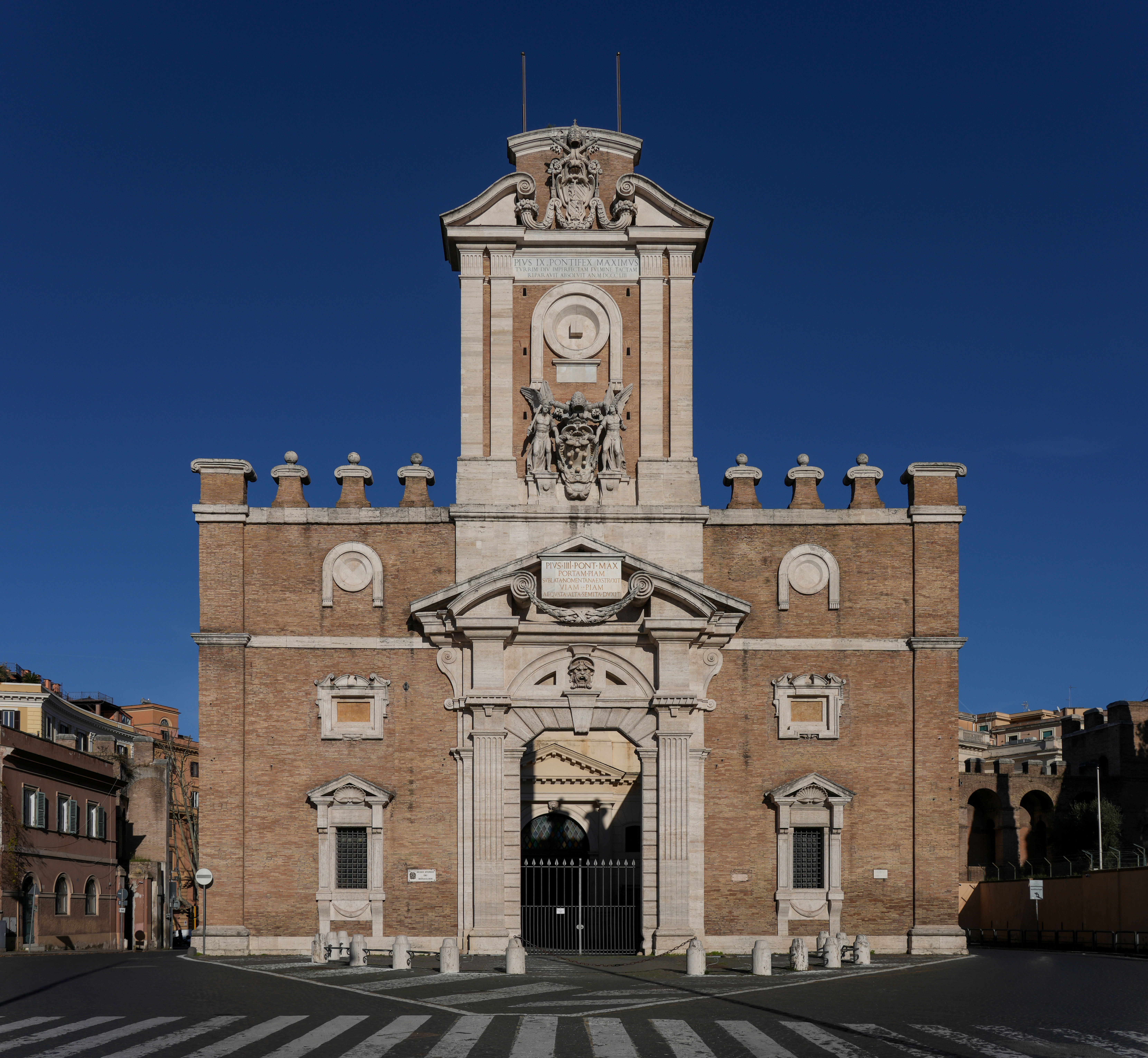
Порта Пиа. Юго-западный фасад. Вид со стороны города

 Это последний архитектурный проект Микеланджело, представленный им, по сообщению Вазари, в трёх вариантах, из которых понтифик выбрал самый дешёвый. Фасад со множеством нетипичных даже для маньеризма деталей, более напоминающий театральный занавес над въездом в «вечный город», был возведён в 1561—1565 годах под присмотром зодчего Джакомо дель Дука. Завершения работ Микеланджело уже не увидел.
В 1851 году в ворота попала молния, после чего тёзка строителя, папа Пий IX, решил привести ворота в порядок, Внешний, северо-восточный фасад был завершен в 1869 году по проекту Вирджинио Веспиньяни в стиле неоклассицизма, весьма отличном от работы Микеланджело. В нишах нового фасада установили статуи Святой Агнессы и папы (епископа Рима) Александра I, а над аркой сделали памятную надпись по поводу «чудесного спасения» папы от падения стены в соседнем монастыре св. Агнессы в апреле 1855 года. Начиная с 1853 года с реставрации из-за повреждений от удара молнии в 1851 году, в ходе работ также были добавлены новые здания и внутренний двор. 
Ворота Пия вошли в историю Италии 20 сентября 1870 года, когда через брешь в стене рядом с ними в Рим вошли передовые отряды берсальеров. Это событие ознаменовало собой завершение рисорджименто. В 1932 году Муссолини повелел отметить это событие возведением на площади перед воротами памятника берсальерам.
В соседнем здании с 18 июня 1904 года находится музей Берсальеров с гробницей национального героя Италии Энрико Тоти.
11 сентября 1926 года бомбометатель Джино Лучетти совершил близ Пиевых ворот неудачное покушение на Муссолини.